# Lange Straße (Lassan)

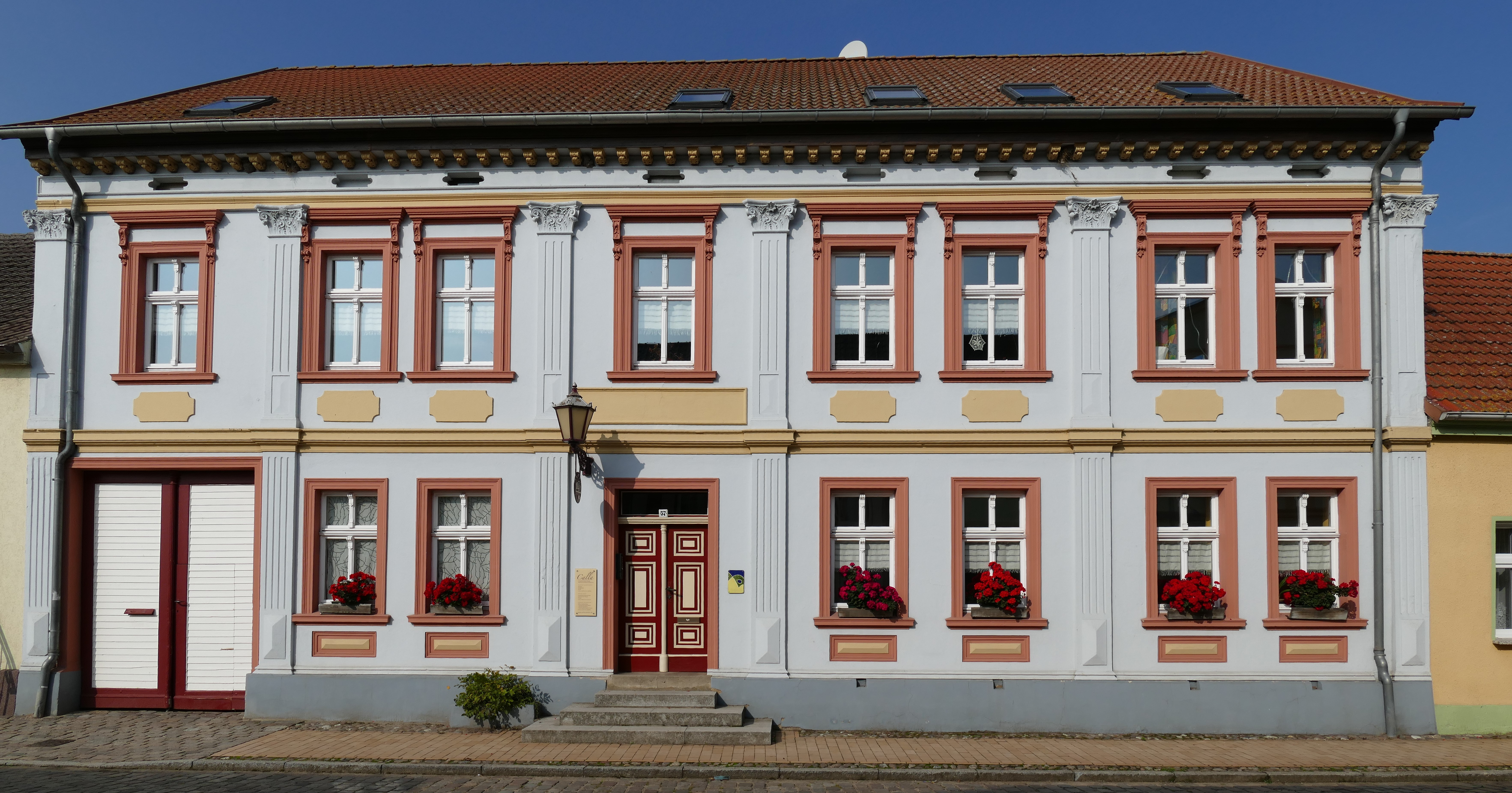
Nr. 57

Die Lange Straße  in Lassan (Mecklenburg-Vorpommern) ist eine historische Straße, die zentral das Stadtzentrum erschließt und von Nord-Osten nach Süd-Westen vom Hafen zum Markt und weiter zur Hohentorstraße sowie nach Anklam führt.

## Geschichte

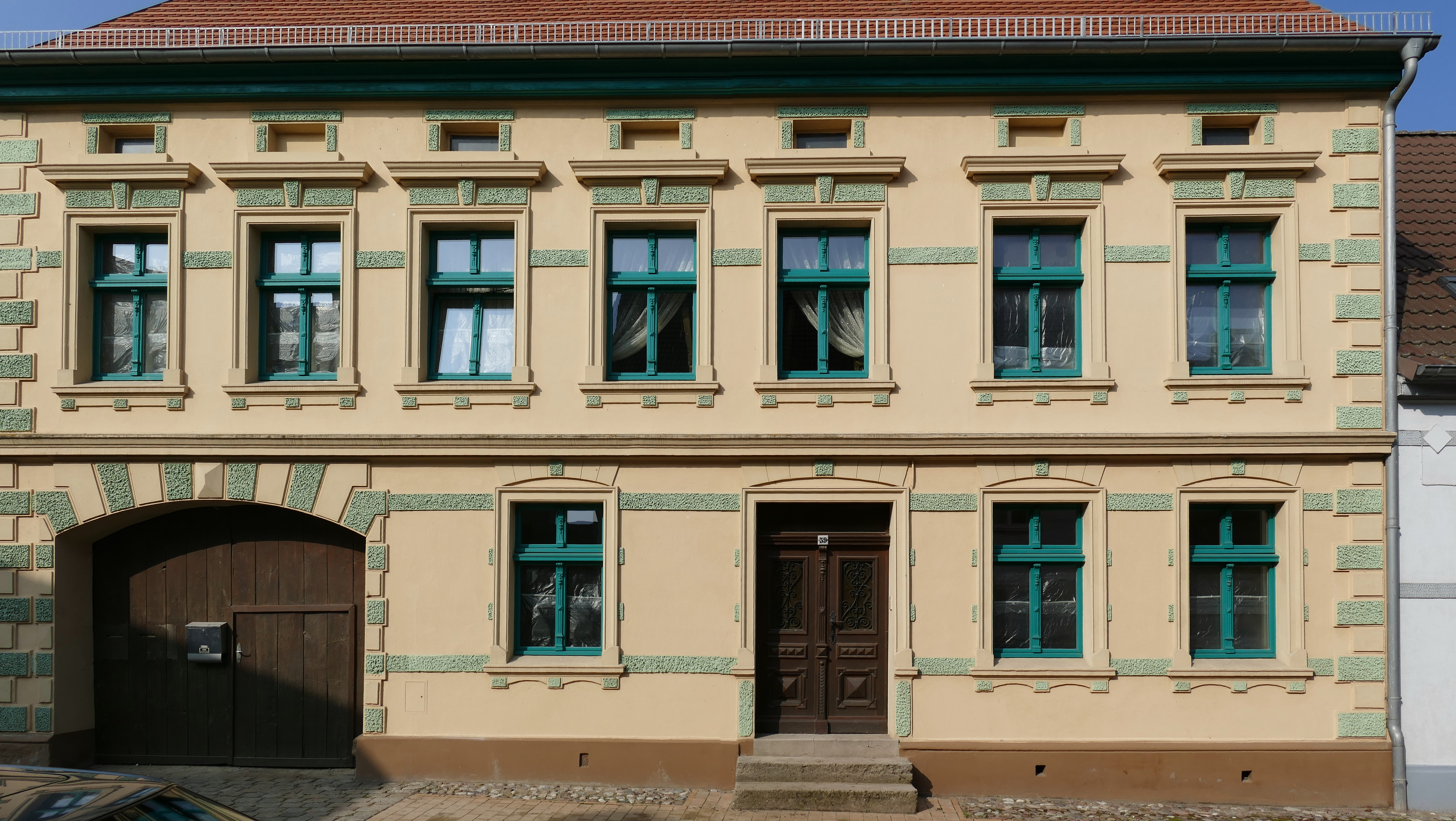
Nr. 59

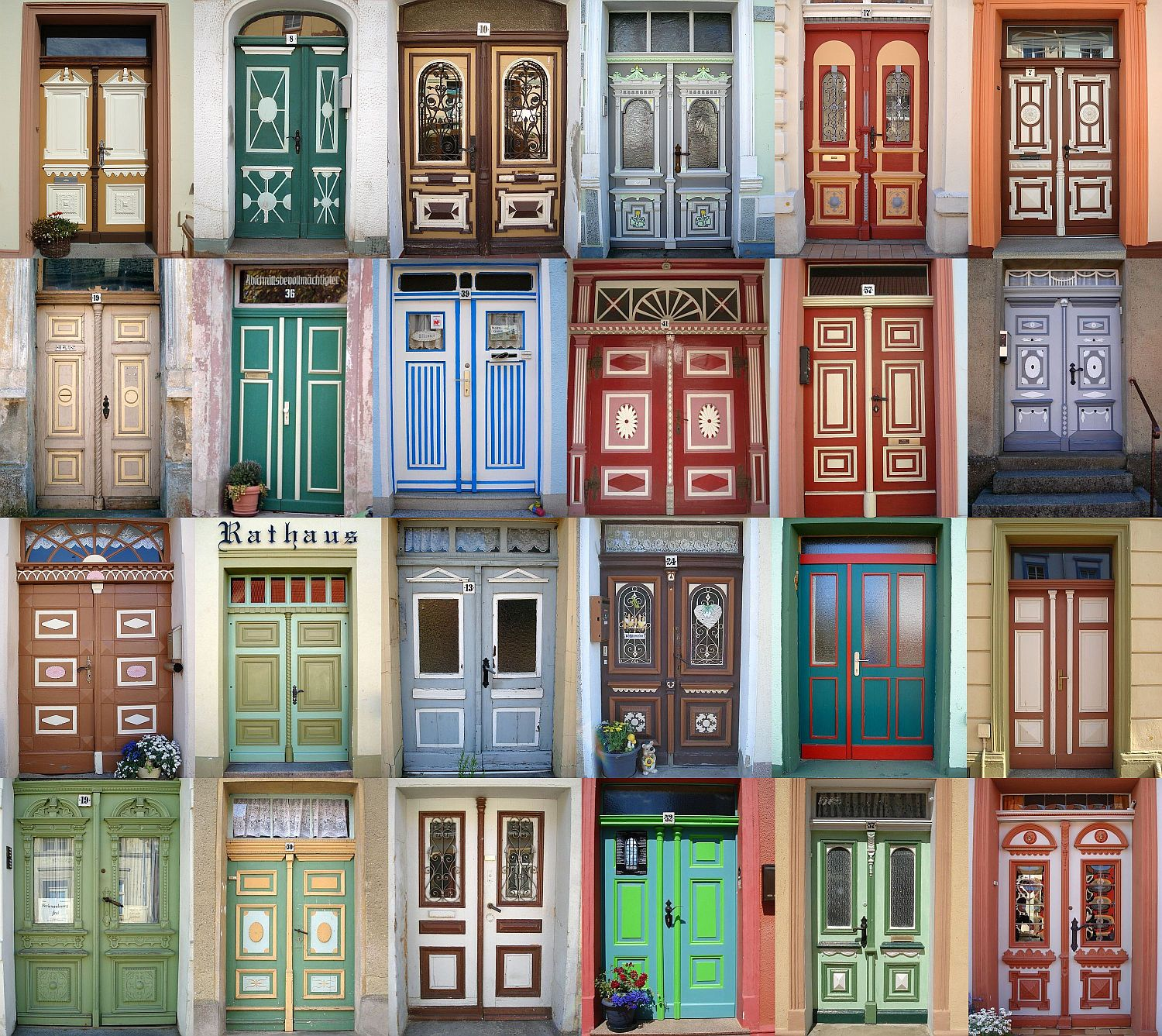
Haustüren von Lassan

Lassan mit 1483 Einwohnern (2019), wurde 1136 erstmals erwähnt als Fischersiedlung mit einer Burg. An dieser Straße entwickelte sich das Straßendorf zu einer Kleinstadt. Seit 1800 blieb der Ort weitgehend erhalten.
Die Straße mit ihren gelben Klinkersteinen im Gehweg wurde in den 1990er Jahren im Rahmen der Städtebauförderung nach Plänen der Planungsgruppe Grün saniert. Die Haustüren der Hafenstadt Lassan zeigen eine bemerkenswerte Vielfalt, da früher mehrere Tischler im Ort tätig waren.

## Gebäude (Auswahl)
Die Straße hat zumeist zweigeschossige, traufständige Häuser, viele davon denkmalgeschützt (D), bei sieben Häusern jedoch nur die Haustür.
- Hafen und Hafenplatz am Achterwasser des Peenestroms; eine dort nach 2001 geplante Appartementanlage wurde nicht realisiert.[3]
- Nr. 1: Bootswerft
- Nr. 1b: 1-gesch. Imbiss Zur Gräte
- Nr. 7: 1-gesch. Wohnhaus (D), saniert in den 1990er Jahren
- Nr. 8: 1-gesch. Wohnhaus, Haustür (D)
- Nr. 11: 1-gesch. Wohnhaus mit 2-gesch. Mittelrisalit D, saniert in den 1990er Jahren
- Nr. 12: Wohnhaus, Haustür (D)
- Nr. 13: 2-gesch. Wohnhaus (D), saniert in den 1990er Jahren
- Nr. 17: 2-gesch. Wohnhaus
- Nr. 19: 2-gesch. Wohnhaus (D)
- Nr. 23: Wohnhaus (D)
- Nr. 24: 2-gesch. Wohn- und Geschäftshaus mit Apotheke
- Nr. 27: Wohnhaus (D)
- Nr. 28: Wohnhaus (D)
- Nr. 31: Wohnhaus (D)
- Nr. 31a: Wohnhaus (D)
- Nr. 32: Wohn- und Geschäftshaus mit Sparkasse Vorpommern – SB-Filiale
- Kirchstraße Nr. 37: Evangelische backsteingotische St. Johannis zu Lassan vom 13. Jahrhundert (Chor, Nordsakristei) und 15. Jahrhundert (dreischiffiges Langhaus, 57 Meter hoher Turm)
- Nr. 40a: 2-gesch. Wohnhaus (D)
- Nr. 41: 2-gesch. Wohnhaus (D) mit schöner Hautür
- Nr. 43: 2-gesch. Wohnhaus (D)
- Nr. 45: 2-gesch. Wohnhaus (D), saniert in den 1990er Jahren
- Nr. 46: Wohnhaus, Haustür (D)
- Nr. 48: Wohnhaus, Haustür (D)
- Nr. 54: 2-gesch. Wohnhaus, saniert in den 1990er Jahren
- Nr. 57: 2-gesch. Ferienwohnhaus (D) mit Ackerbürgerei Lassan als kleine Gaststätte
- Nr. 59: 2-gesch. Wohnhaus (D), mit Tordurchfahrt
- Nr. 60: 1-gesch. Wohnhaus (D)
- Nr. 62: 2-gesch. Wohnhaus, Haustür (D)
- Nr. 63: Wohnhaus,	Haustür (D)
- Nr. 66: 2-gesch. Wohnhaus (D) mit Maritim Café
- Nr. 67: 2-gesch. Wohnhaus, Haustür (D) mit Ferienwohnungen

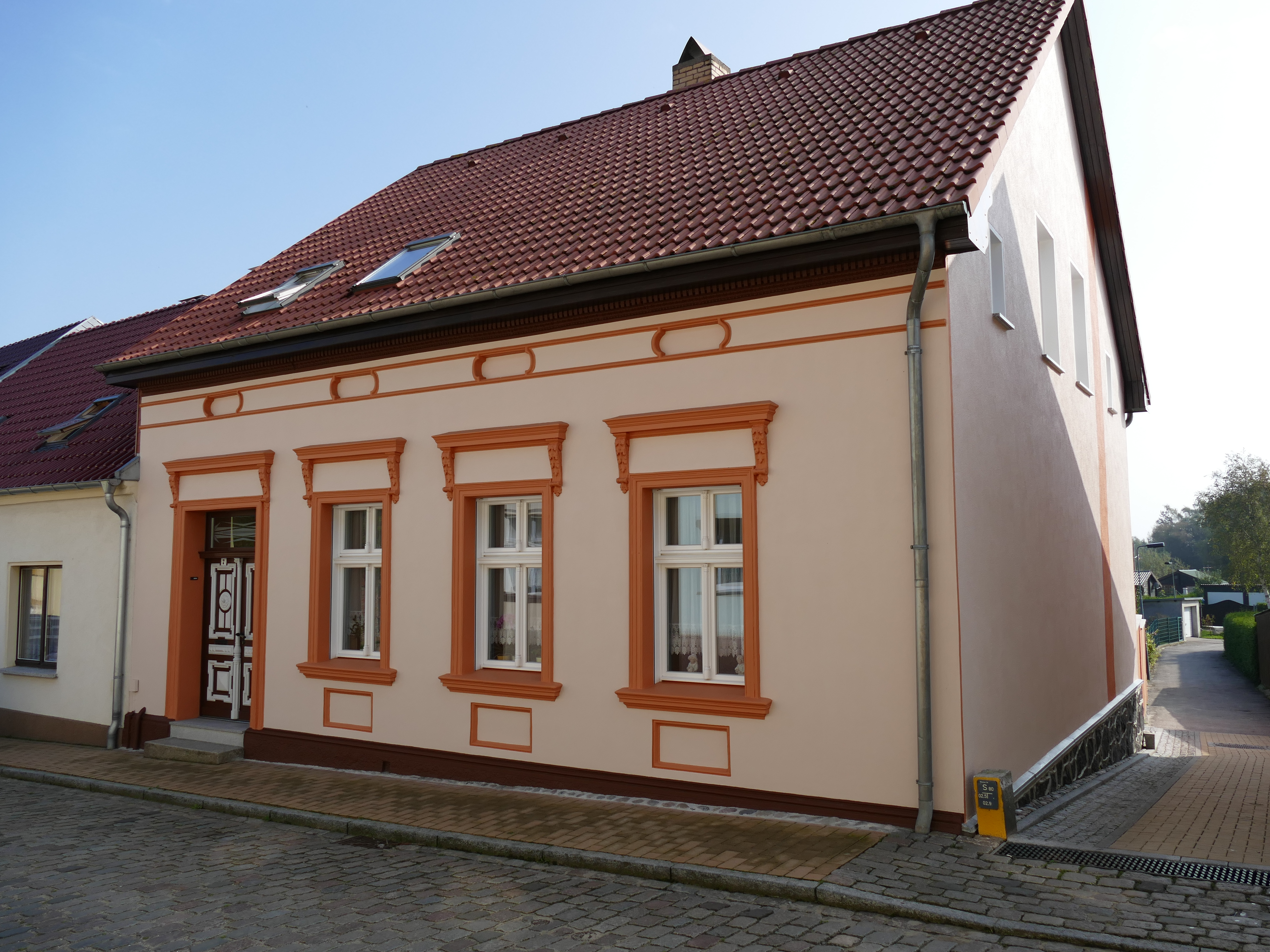
Nr. 7
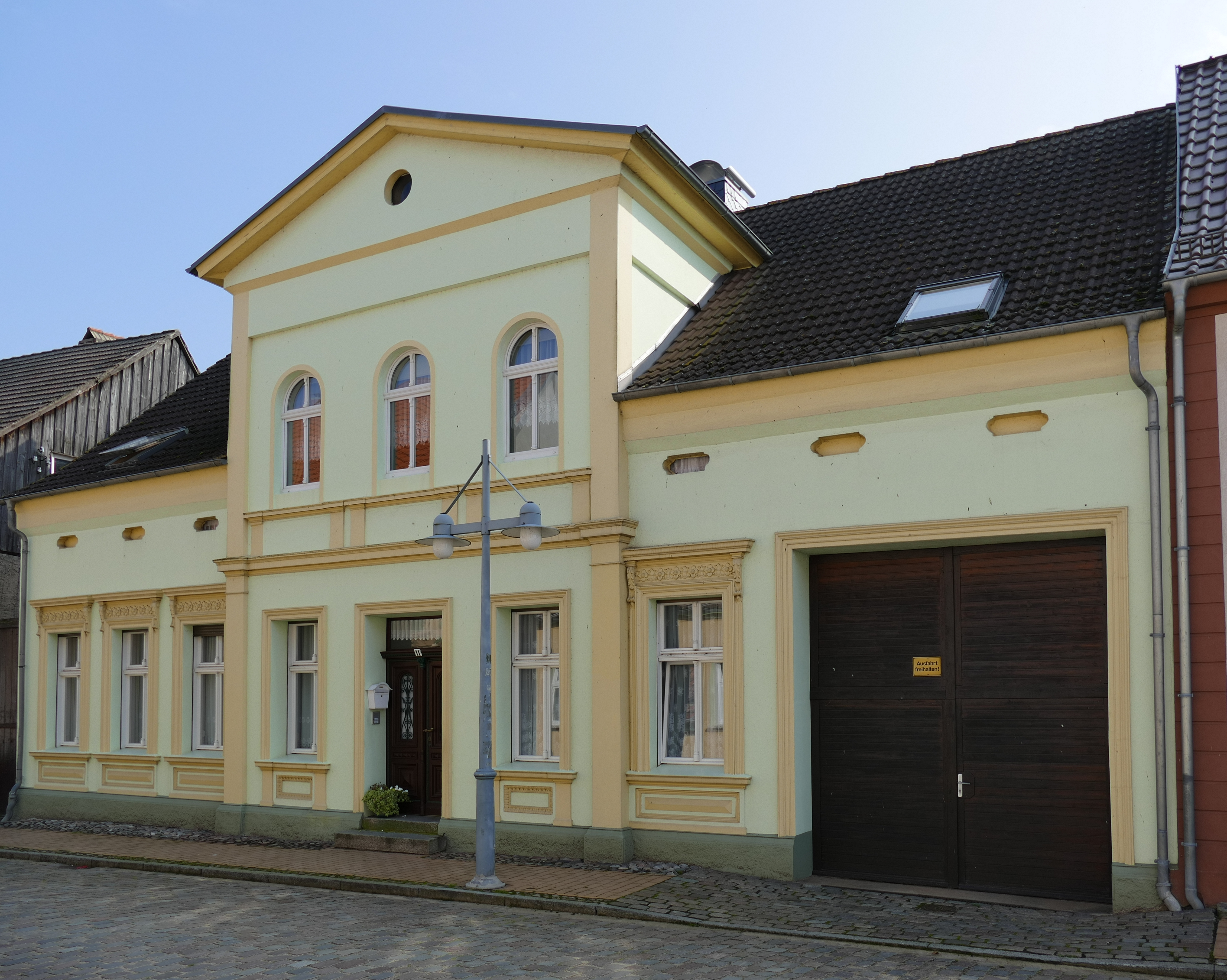
Nr. 11
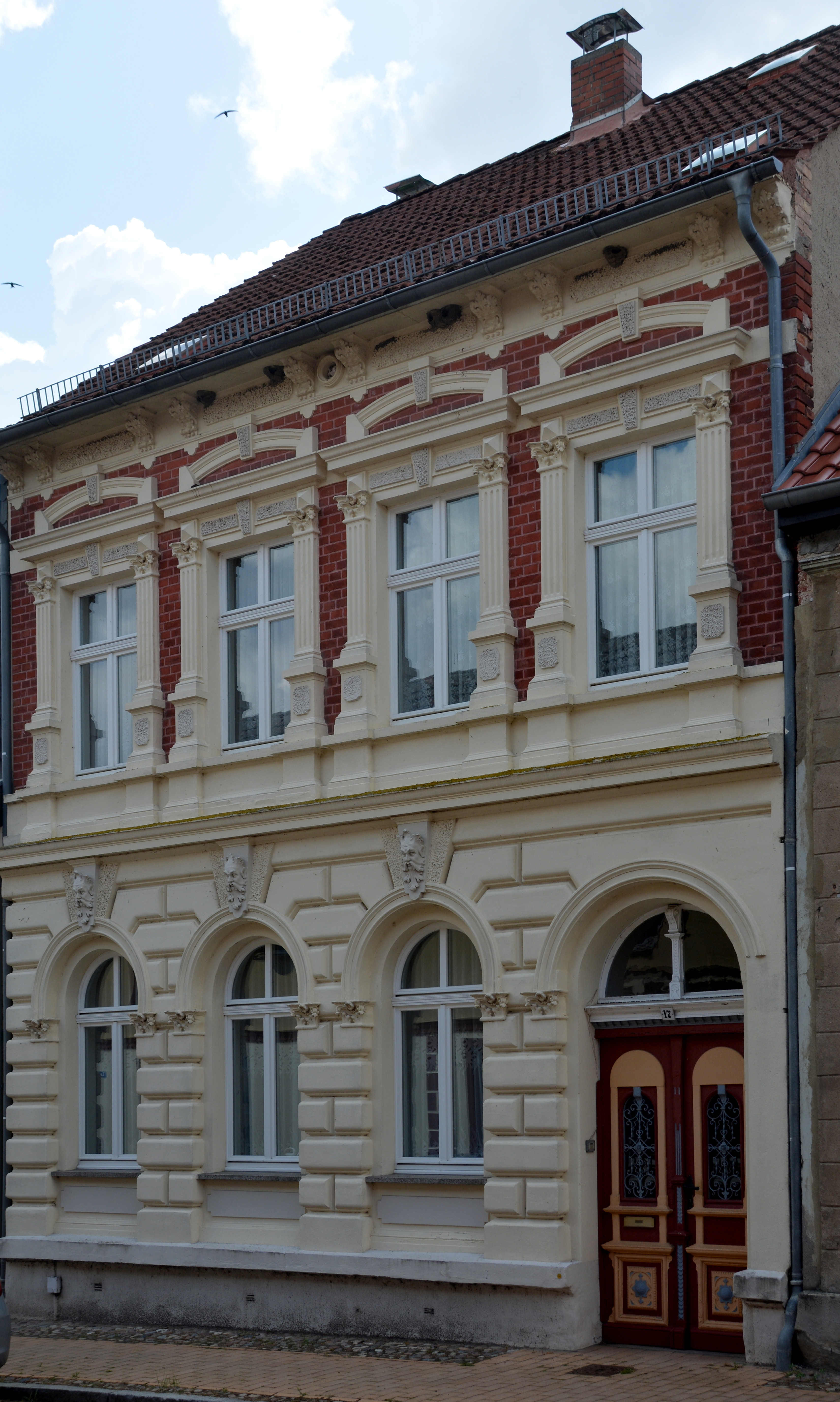
Nr. 17
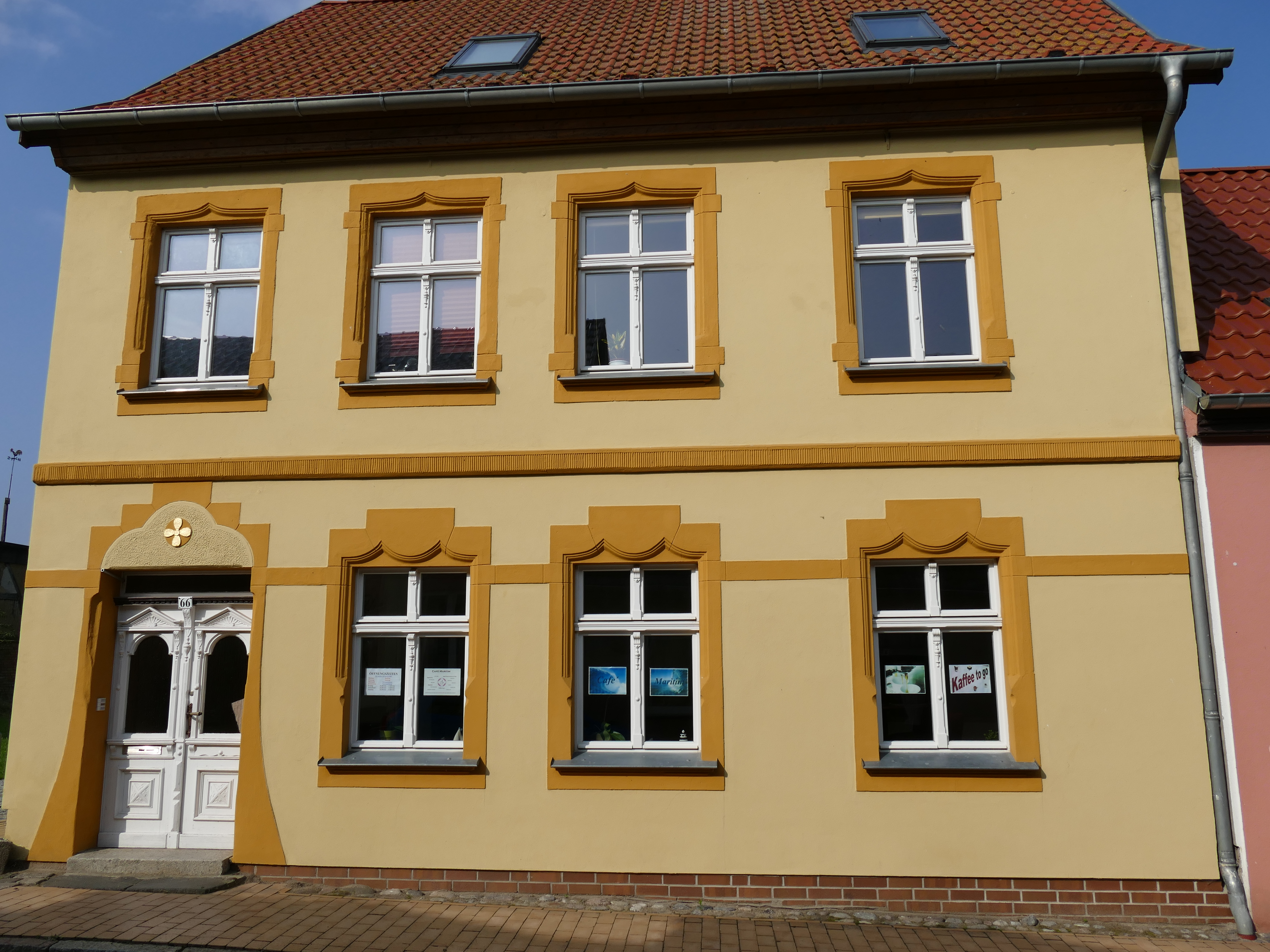
Nr. 66
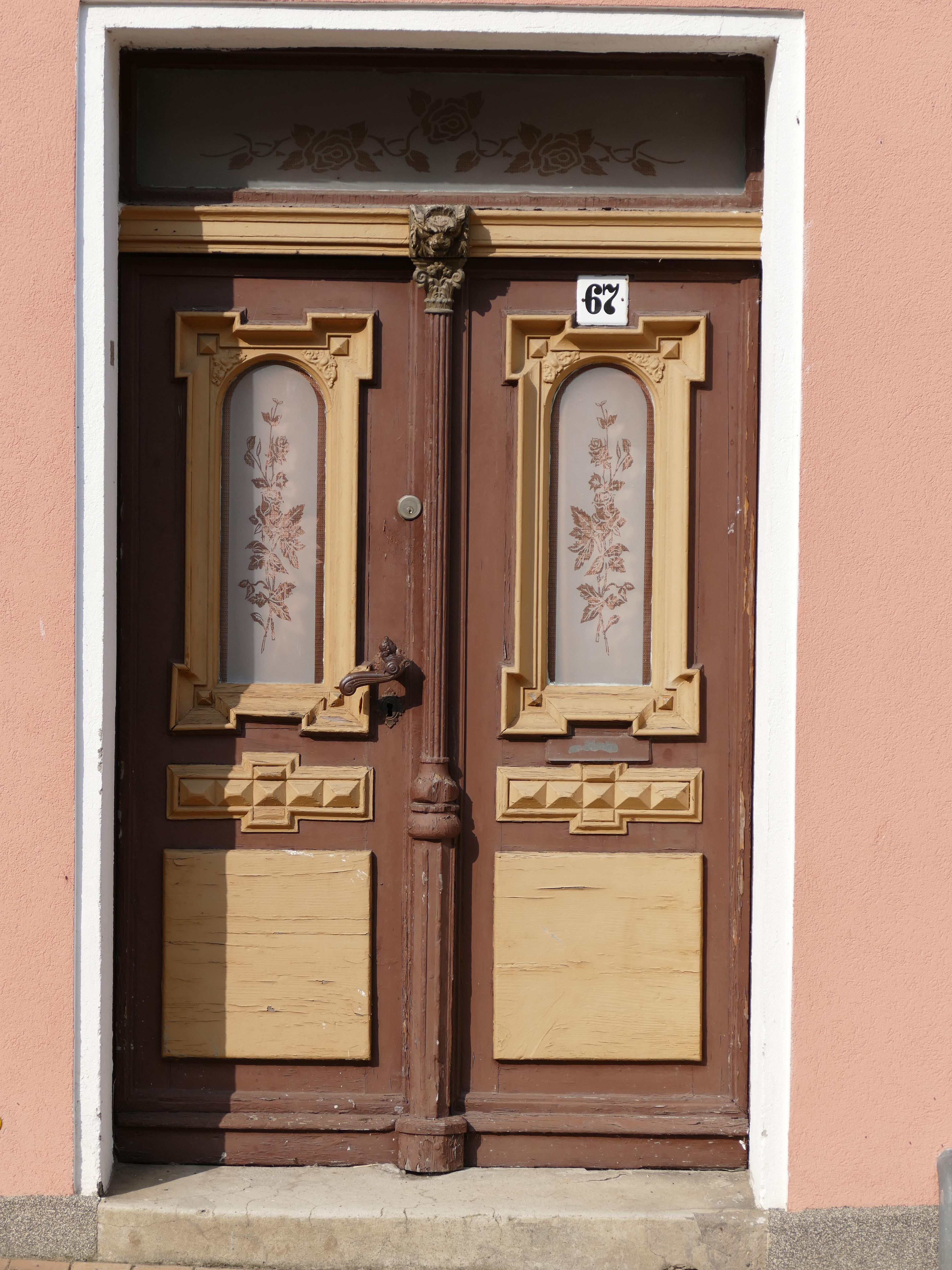
Nr. 67
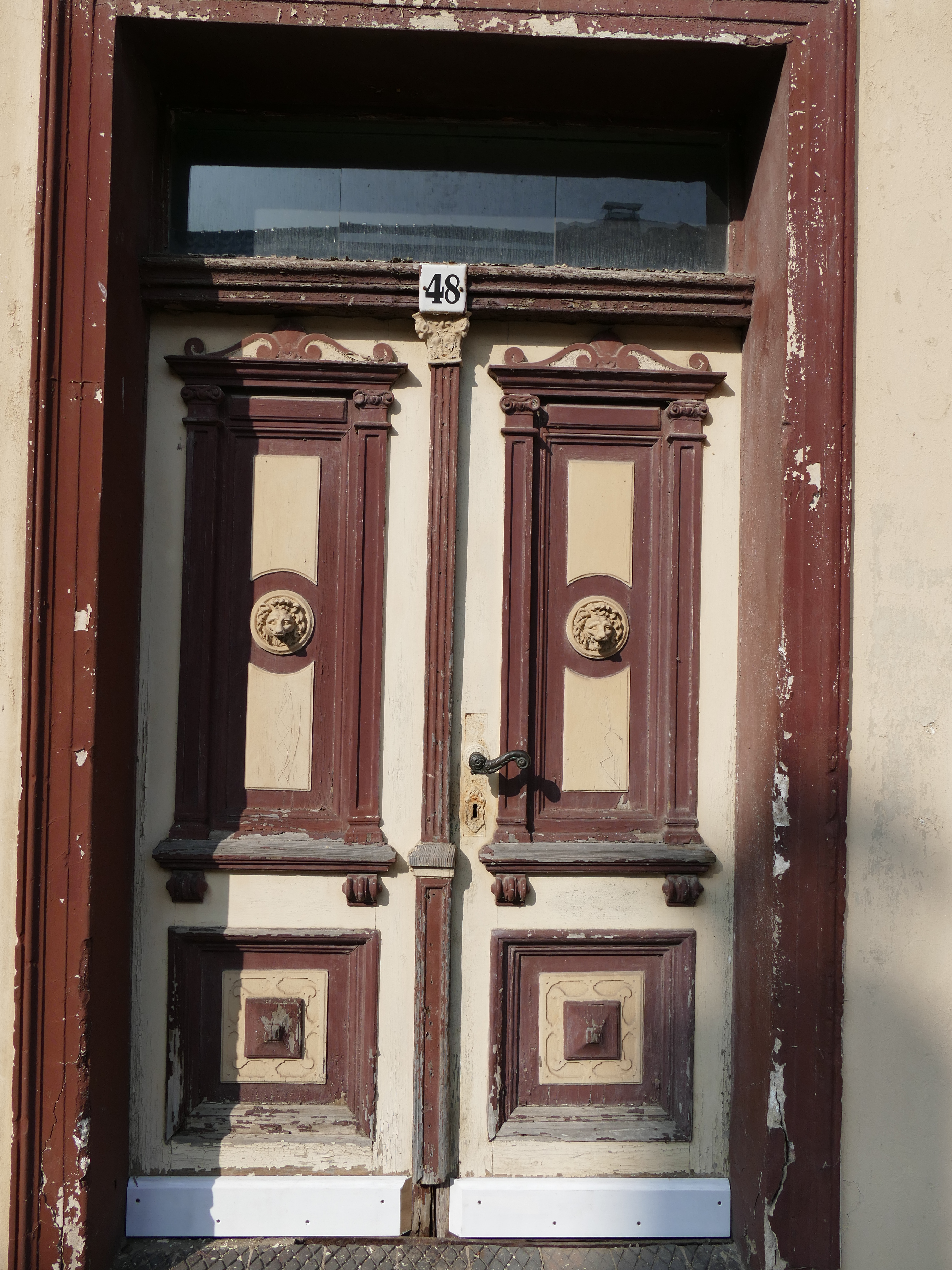
Nr. 48